# マニラ
マニラ市（マニラし、タガログ語: Lungsod ng Maynilà、英語: City of Manila）、通称マニラ（タガログ語: Maynilà [majˈnilaʔ]、英語: Manila [məˈnɪlə]、漢字表記: 馬尼剌）は、フィリピン共和国の首都。マニラ首都圏に属する市。ルソン島中西部にあり、マニラ湾東岸に位置している。
「東洋の真珠」などの美称があり、フィリピンがスペイン人によって植民地化された16世紀末よりフィリピンの首府であり、独立後も一貫して首都でありつづけている。市域人口は178万人（2015年）であり、人口1,155万人を抱えるマニラ首都圏の中核都市である。さらに近郊を含む都市圏人口は2016年時点で2,293万人であり、世界有数の大都市圏を形成している。マニラ首都圏全体で首都機能を果たしているため、首都圏自体を首都とみなすこともある。
アメリカのシンクタンクが2017年に発表した総合的な世界都市ランキングにおいて、世界66位の都市と評価された。東南アジアでは、シンガポール、バンコク、クアラルンプール、ジャカルタに次ぐ5位である。

## 語源
「マニラ」という名称は、タガログ語で「nila（Scyphiphora hydrophyllacea) のある（マイ）ところ」という意味の「マイニラ」に由来している。

## 歴史

### スペイン人以前
16世紀のスペイン人到来以前から、パシッグ川の河口にあって、マニラ湾に臨む交通の要衝であったマニラ地域には、マレー人の集落が存在しており、明朝から華僑が来航して交易を行っていた。明朝では東都（トンド）と呼ばれていた。

### レガスピの到来

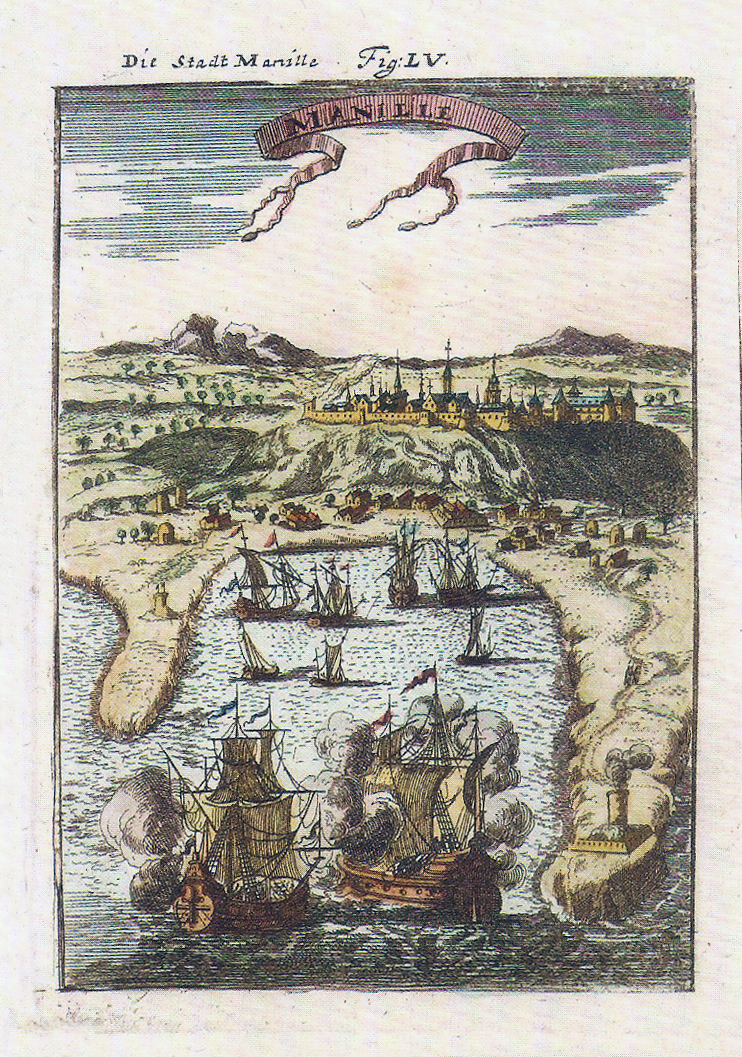
1684年のマニラ

東洋におけるスペインの拠点を築くべく初代総督としてフィリピンへやってきたミゲル・ロペス・デ・レガスピらはマニラの地理的な重要性に着目し、ここを占領して拠点化しようと考えた。レガスピは1570年に先遣隊を派遣してマニラを占領しようとしたがうまくいかなかったため、1571年に自ら赴いてマニラを占領した。レガスピは占領した5月19日が聖ポテンシアナという聖人の祝い日であったことから、ポテンシアナをフィリピンの守護聖人とした。
レガスピが築いた最初のマニラ市「イントラムロス」は、サン・アントニオ、サン・カルロス、サン・ガブリエル、サン・ルイスの四つの地域からなり、政庁と大聖堂および中央広場、アウグスティノ会の修道院や軍事施設、宿舎などがつくられた。
中国人たちはスペイン人の占拠によって交易に支障をきたしたため、その排除を狙った。初期のマニラは中国南岸部の海賊の領袖であったと考えられるリム・アホン（林鳳）なる人物の襲来を受け、火事などによっても破壊されることが多かった。
16世紀の終わりにこの地をおとずれたイエズス会員アントニオ・セデーニョは建築学の知識があったため、その指揮によってマニラの再建と要塞化がすすめられ、イントラムロスの城壁は強固な仕様に造り替えられた。イントラムロスの内部には一般の建築物と共にマニラ大聖堂、サント・ドミンゴ教会など多くの壮麗な教会が建設された。
中国人たちは依然としてアジア経済を握っていたため、マニラにおいても大きな影響力を持ち、イントラムロスの外に中国人街を築いて暮らしながら、スペイン人たちと取引をおこなっていた。スペイン人と中国人は時に敵対しながらも、共存するという関係を続けていった。こうしてマニラはフィリピン人、スペイン人、中国人の混合する街という独自の性格を形成していくことになる。
スペイン領メキシコの港町アカプルコとマニラの間にはマニラ・ガレオンによる定期航路が開設され、中国の物産がマニラ経由で輸出され、メキシコからは銀が輸入された。

### スペイン時代からアメリカ時代へ

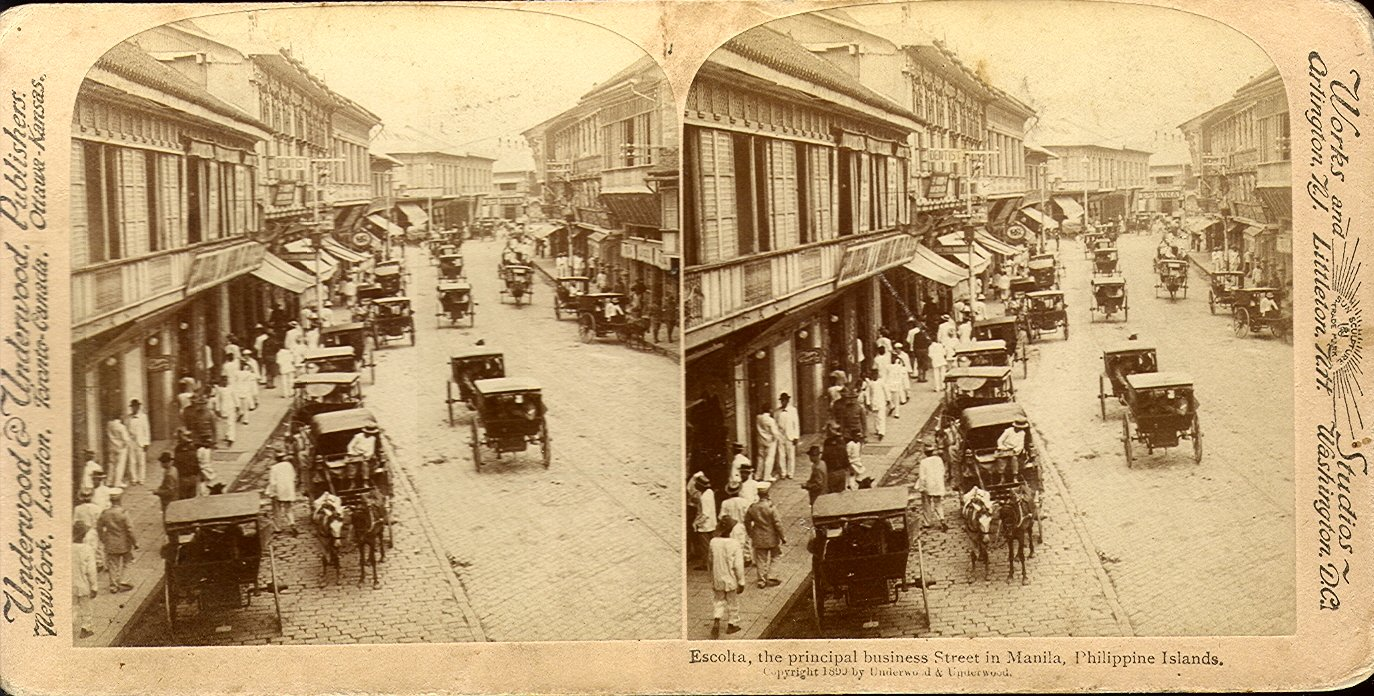
1899年のマニラ

1762年には一時的にマニラがイギリス軍によって占領されたが、1764年には協定が結ばれてふたたびスペインの管轄化に入った。このころにはイントラムロスは完成しており、強固な要塞、東洋の拠点都市となっていた。交易が盛んになり、マニラを多くの人が訪れるようになると、マニラはいっそう発展し、イントラムロスの外の区域も発達していった。
スペインが強国の地位を滑り落ちた後もフィリピンとマニラはスペインの支配下にあり続けたが、19世紀になるとフィリピン人の知識人の間で独立運動が盛んになった。ホセ・リサールの啓蒙運動やカティプナンの軍事行動によりフィリピンは独立への道を進むかに見えたが、1898年の米西戦争によってマニラのスペイン艦隊がアメリカ艦隊にあっさりと撃破されると、フィリピン人たちの願いも空しく、戦後のパリ条約によってフィリピンはアメリカ領となった。一部の闘士たちはなおも抵抗したが、米比戦争が勃発し、フィリピンが完全にアメリカ領となることを避けられなかった。
アメリカ占領下のマニラでは、東洋経営の拠点としての整備がおこなわれ、イントラムロスの旧市街を保存しながら、市内を近代化するという手法でインフラなどの整備がすすめられた。有名なマニラ・ホテルもアメリカ統治時代に建設された。1935年以降、ダグラス・マッカーサーがフィリピン軍顧問という肩書きでマニラに在駐し、後に「フィリピン軍元帥」という名誉的な称号を受けている。

### 第二次世界大戦

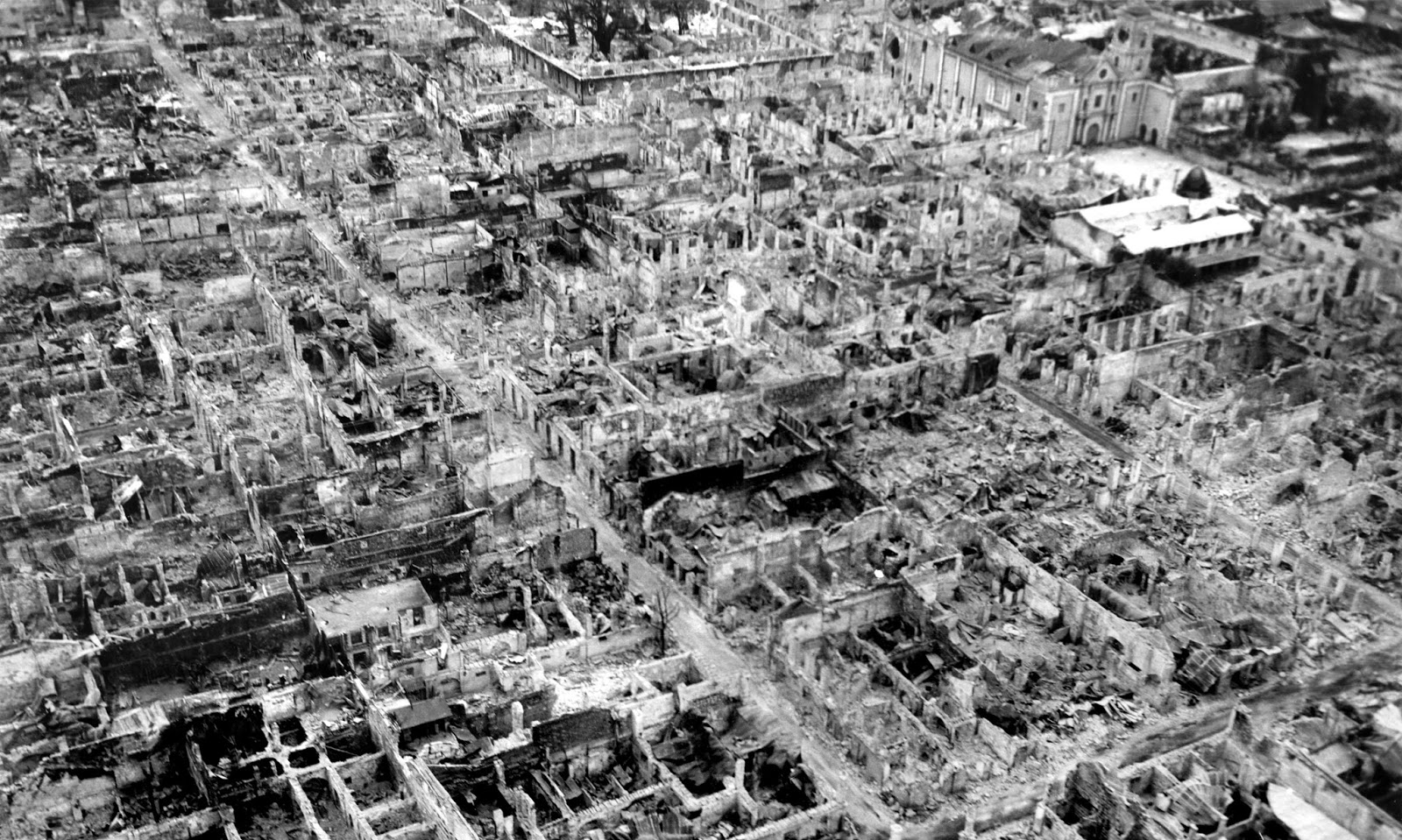
廃墟と化したマニラ市街（1945年）

1941年12月8日、日本がアメリカやイギリスと戦争状態に入った。これに先立つ12月6日夜、フィリピン政府はマニラ市民に対し地方に避難できる者は直ちに移動するように布告。ダグラス・マッカーサーアメリカ陸軍司令官は、バギオ市に移動してケソン大統領と協議を行った。
日本軍は、開戦初日からマニラ市内や航空施設に猛爆を加えて制空権を確保。12月10日にはマニラ北方地域に上陸を果たした。
日本軍がマニラへ迫ったことを受け、12月30日にアメリカ陸軍部隊は、市と廃止されるすべての軍事施設から退出するよう命令が出された。
マッカーサーは潜水艦などを乗り継いで副官らとともにオーストラリアへ逃亡し、残留したアメリカ陸軍部隊は日本軍に降伏した。マニラはマニュエル L. ケソン大統領により「非武装都市」と宣言され、同市を死と破壊から回避させた。ケソン大統領は法令を発布し、行政区域「大マニラ (Greater Manila)」を成立させ、マニラから離れた地域を安全地域として組み込んだ。
大マニラの市長にはケソン大統領の前官房長官だったホルヘ・B・ヴァルガスが選ばれた。1942年元日夕方、日本特使はヴァルガスに対し、日本軍は既にパラニャーケで野営し、翌日には大マニラに入ることを伝えた。1月2日の9時から10時に、日本軍はマニラ市内に行進して入る。
ヴァルガスは、大マニラを新しい当局に委ね、残っているフィリピン人指導者たちを日本当局に紹介する仕事が任された。ヴァルガスと出席したフィリピン人指導者たちは、3つの選択肢から選ぶことを求められた。それは (1) 全くの日本の軍政、(2) 米比戦争の後、日本に亡命したアルテミオ・リカルテ将軍の下、ひとりのフィリピン人に任される独裁的な政府、もしくは (3) フィリピン人によって選んだ委員会による政府、というものだった。ヴァルガスと地元指導者たちは、第3の選択肢を選び、まず大マニラ、後にはフィリピン全土を統治しようとフィリピン委員会 (Philippine Executive Commission) を設立した。
1942年、ヴァルガスはフィリピン委員会の議長となり、マニュエル L. ケソン大統領統治の米国自治連邦区としてのフィリピンだった時期に労働長官であったレオン・G・ギント卿を大マニラの市長に指名した。ギントは大マニラの解放まで同市の市長職を続けた。
ギントの戦時統治下、カロオカン、ラス・ピニャス、マラボン、マカティ、マンダルヨン、ナボタス、パラニャーケ、パサイ、サンファンはマニラの地区とされ、マニラ市はその南側地域の Bagumbayan（ニュータウンの意）、サンパロク、キアポ、サンミゲル、サンタクルス地域の Bagumpanahon（新時代）、トンド地域の Bagumbuhay（新生活）、ビノンド及びサン・ニコラス 地域の Bagong Diwa（新秩序）などを併合して大マニラとなり、新しく成立したケソンは破綻し、2つの地区に分けられた。
1944年後半になるとアメリカ軍の反攻が本格化。
同年9月21日、22日にはアメリカ軍機によりマニラ市内が激しい空爆にさらされた。
また、レイテ島の戦いの結果、1944年10月20日にアメリカ陸軍のマッカーサー将軍がフィリピンに戻る。1945年2月3日から3月3日にかけて日米両軍の間で行われたマニラの戦いのイントラムロス決戦終了後、日本軍は降伏し、完全に破壊されたマニラ市は正式にアメリカ軍の施政下へと戻された。

### 戦後
戦後のフィリピン独立とその後の経済発展を経て、1976年には、メトロ・マニラという広域都市圏が確立し、マニラは従来の区域を越えて大きく拡大した。イントラムロスと旧市街は戦後も破壊されたままであったが、1979年になってようやく国による再建活動が始められ、整備がすすめられて現代に至っている。

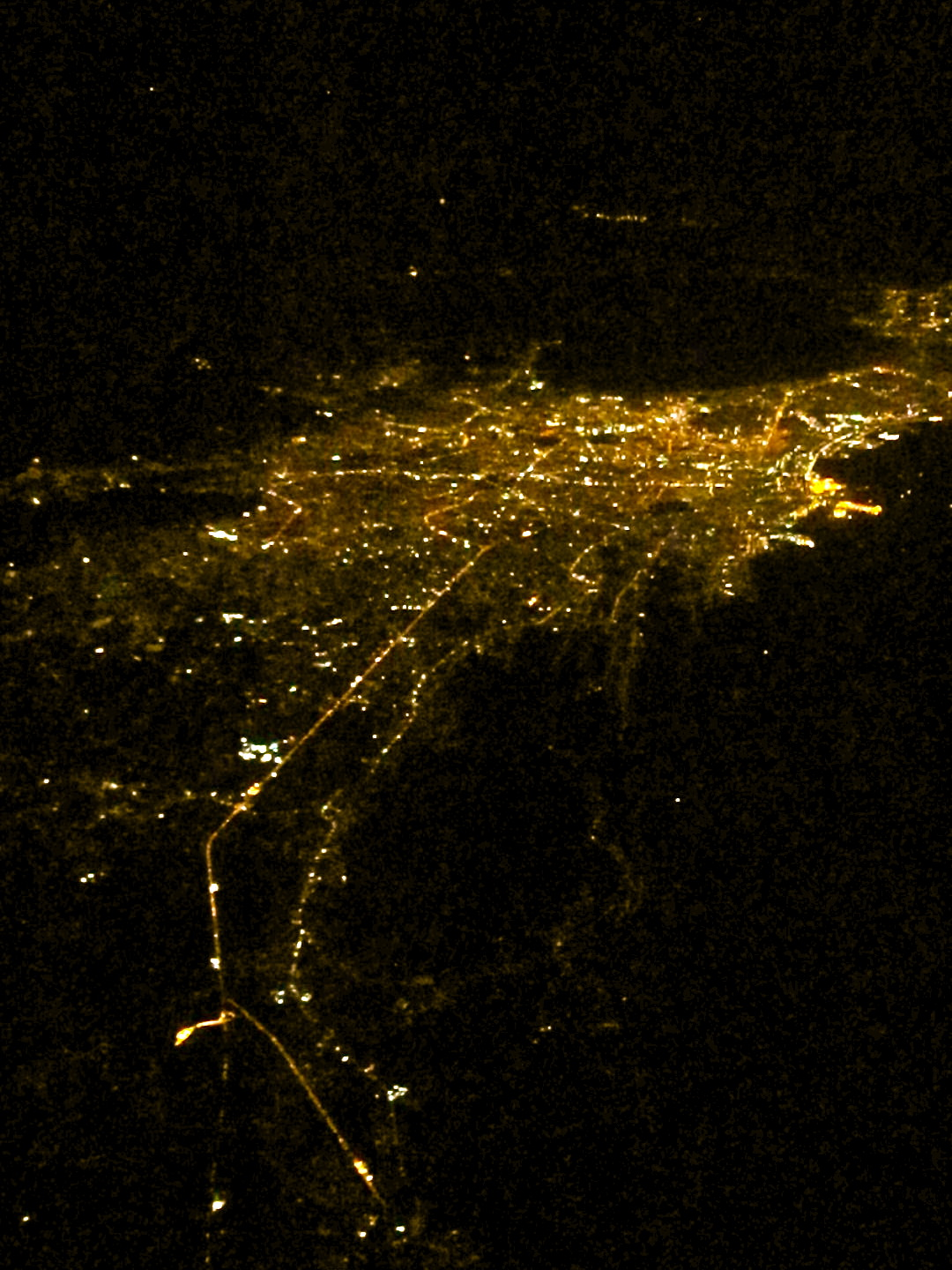
マニラの夜景

かつてマニラは東洋で最も美しい都市のひとつといわれていたが、戦後のフィリピンの発展とマルコス時代の停滞にともなって多くの貧民が流入し、多数のスラムが形成され、雑然とした街並みが広がっている。また、生活排水などによる環境汚染が見られる地区もある。一方、マカティ市など郊外には富裕層の集まる地区もあり、貧困と富が混在する街である。

## 地理

マニラ中心部

マニラ市はフィリピン北部ルソン島に設けられたマニラ首都圏の、マニラ湾に面した西側中央部に位置する。
市域はパシッグ川北岸の8地区、南岸の8地区に分けられる。北岸のビノンド地区はチャイナタウン、キアポは繁華街でありブラックナザレ像が置かれ年一回の盛大なるキリスト祭で有名なキアポ教会があり、
トンドは東洋最大のスラムとして知られる。南岸にあるマニラ旧城のイントラムロス地区や、マニラ湾に沿ったベイウォークなど、観光名所はほとんどが南岸に集中している。

### 気候
マニラはケッペンの気候区分ではサバナ気候と熱帯モンスーン気候の境界付近に位置する (Aw/Am)。フィリピンの他の地域と同様、マニラも熱帯地方に位置している。赤道に近いことから年間の温度変化は少なく、気温が20℃から38℃の範囲を超えることはごく稀である。しかしながら、湿度は年間を通してとても高い。乾季は12月の後半から5月にかけてで、残りの期間が雨季となる。雨季は雨により熱気が幾分抑えられる。また雨が一日中降ることは稀で、短時間に激しく降る天気となる。台風の季節は6月から9月で、しばしば都市の一部に洪水を引き起こす。
| マニラの気候                                                         | マニラの気候 | マニラの気候 | マニラの気候 | マニラの気候 | マニラの気候  | マニラの気候  | マニラの気候  | マニラの気候   | マニラの気候   | マニラの気候  | マニラの気候 | マニラの気候 | マニラの気候     |
| 月                                                                   | 1月          | 2月          | 3月          | 4月          | 5月           | 6月           | 7月           | 8月            | 9月            | 10月          | 11月         | 12月         | 年               |
| -------------------------------------------------------------------- | ------------ | ------------ | ------------ | ------------ | ------------- | ------------- | ------------- | -------------- | -------------- | ------------- | ------------ | ------------ | ---------------- |
| 最高気温記録 °C （°F）                                               | 36.5 (97.7)  | 35.6 (96.1)  | 36.8 (98.2)  | 38.0 (100.4) | 38.6 (101.5)  | 37.6 (99.7)   | 36.5 (97.7)   | 36.2 (97.2)    | 35.3 (95.5)    | 35.8 (96.4)   | 35.6 (96.1)  | 34.6 (94.3)  | 38.6 (101.5)     |
| 平均最高気温 °C （°F）                                               | 29.9 (85.8)  | 30.7 (87.3)  | 32.1 (89.8)  | 33.8 (92.8)  | 33.6 (92.5)   | 32.8 (91)     | 31.5 (88.7)   | 31.0 (87.8)    | 31.2 (88.2)    | 31.4 (88.5)   | 31.3 (88.3)  | 30.3 (86.5)  | 31.6 (88.9)      |
| 日平均気温 °C （°F）                                                 | 26.9 (80.4)  | 27.5 (81.5)  | 28.7 (83.7)  | 30.3 (86.5)  | 30.3 (86.5)   | 29.7 (85.5)   | 28.7 (83.7)   | 28.5 (83.3)    | 28.4 (83.1)    | 28.6 (83.5)   | 28.3 (82.9)  | 27.4 (81.3)  | 28.6 (83.5)      |
| 平均最低気温 °C （°F）                                               | 23.9 (75)    | 24.3 (75.7)  | 25.3 (77.5)  | 26.7 (80.1)  | 27.0 (80.6)   | 26.5 (79.7)   | 25.9 (78.6)   | 25.9 (78.6)    | 25.7 (78.3)    | 25.7 (78.3)   | 25.3 (77.5)  | 24.6 (76.3)  | 25.6 (78.1)      |
| 最低気温記録 °C （°F）                                               | 14.5 (58.1)  | 15.6 (60.1)  | 16.2 (61.2)  | 17.2 (63)    | 20.0 (68)     | 20.1 (68.2)   | 19.4 (66.9)   | 18.0 (64.4)    | 20.2 (68.4)    | 19.5 (67.1)   | 16.8 (62.2)  | 15.7 (60.3)  | 14.5 (58.1)      |
| 雨量 mm （inch）                                                     | 19.4 (0.764) | 21.9 (0.862) | 21.8 (0.858) | 23.4 (0.921) | 159.1 (6.264) | 253.3 (9.972) | 432.3 (17.02) | 476.1 (18.744) | 396.4 (15.606) | 220.6 (8.685) | 119.9 (4.72) | 98.5 (3.878) | 2,242.7 (88.295) |
| 平均降雨日数 （≥1.0 mm）                                             | 4            | 3            | 3            | 3            | 9             | 14            | 19            | 19             | 18             | 14            | 10           | 8            | 124              |
| % 湿度                                                               | 72           | 70           | 67           | 66           | 72            | 76            | 80            | 82             | 81             | 77            | 75           | 75           | 74               |
| 平均月間日照時間                                                     | 177          | 198          | 226          | 258          | 223           | 162           | 133           | 133            | 132            | 158           | 153          | 152          | 2,105            |
| 出典1：PAGASA (平均値：1991年-2020年、極値：1885年-現在)             |              |              |              |              |               |               |               |                |                |               |              |              |                  |
| 出典2：Danish Meteorological Institute (平均日照時間：1931年-1960年) |              |              |              |              |               |               |               |                |                |               |              |              |                  |

## 経済

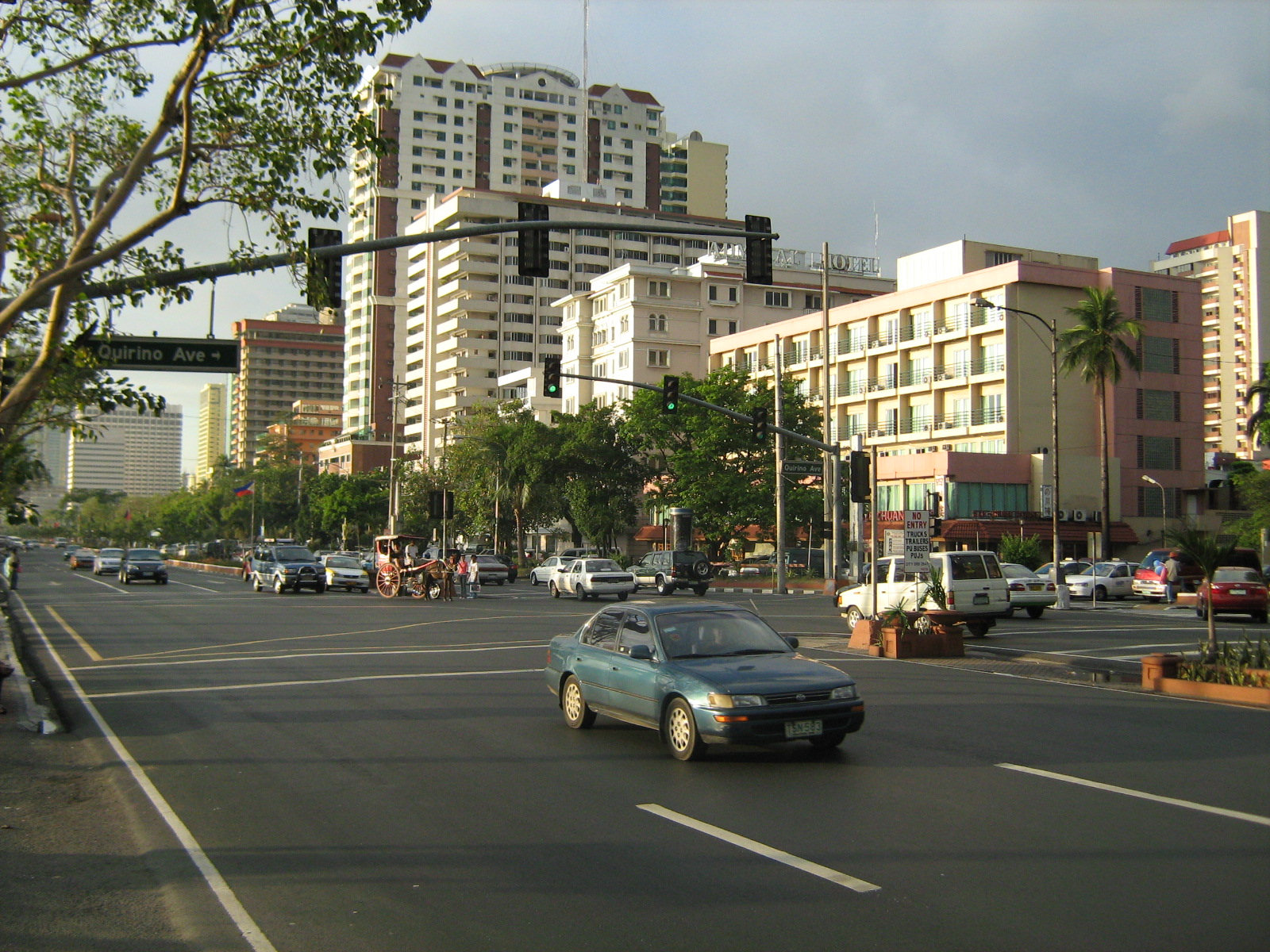
ビジネスのハブが位置するロハス通り

マニラの経済は様々な分野に多岐に渡っている。都市は良港であるマニラ港を抱えており、フィリピンの海の玄関として機能している。製造業としては化学製品や織物、洋服、それに電子機器といったものが生産されている。また飲食物やタバコといった製品も生産されている。地元の起業家は主にロープ、合板、精製糖、コプラ、ココナッツオイルといった日用品を輸出用に加工している。食品加工業は都市で最も発達した産業の一つである。マニラはフィリピンの情報発信源でもある。
ビノンド地区は市場のあるディビソリアと並んで活気のある地域で、高層マンションやオフィスが立ち並んでいる。同地域は市によりビジネス・プロセス・アウトソーシング (BPO) のハブとなるよう計画が進められており、既に30の施設がBPOオフィスへと更新されている。これらの施設は主にEscolta Streetに位置しており、以前はいずれも使用されていない建物であった。

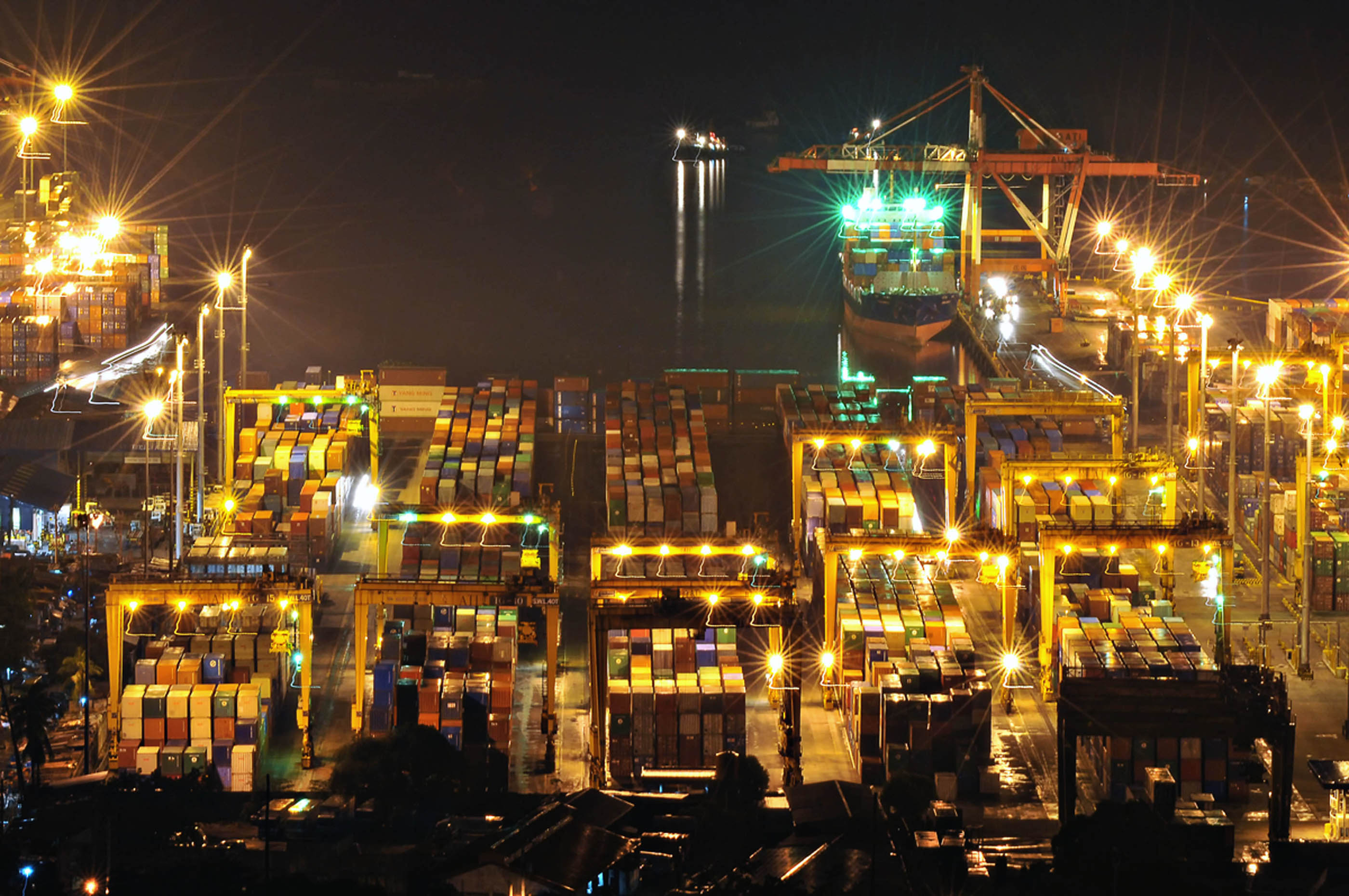
マニラ港はフィリピンの海の玄関である

マニラには毎年100万人を超える観光客が訪れている。主な観光地としては城塞都市イントラムロスやフィリピン国立博物館といったミュージアムがあり、その他にもエルミタ地区やマラテ地区、サンタクルス、マニラ動物園、チャイナタウン、それにブラック・ナザレ祭やリサール公園のパフォーマンスといったイベントが知られている。リサール公園は著名な観光地であり、かつフィリピンを象徴する施設の一つである。エルミタ地区とマラテ地区はかつてはナイトライフで知られた歓楽街であり、現在では上流階級が訪れるショッピング街として知られている。
マニラの名前は特産であるタバコ葉の名前としても使用される。いわゆる「マニラ葉」は幅広い味わいを特徴としている。ロープの原料となるマニラ麻にも用いられている。

## 交通

### 道路
マニラで最も有名な交通機関の一つがジープニーである。これは第二次世界大戦後に在比米軍が払い下げたジープが元となったいわゆる乗合タクシーで、今日ではトヨタ・キジャン第3世代のTamaraw FXのように、最初からこの用途に製造された車体も登場している。バスとジープニー、それにTamarawは、規定された料金で決まったルートを走行する。
マニラにはまた多数の通常のタクシーに加え、トライシクルと呼ばれるオートバイにサイドカーを付けた三輪タクシーや、ペディキャブと呼ばれる自転車にサイドカーを付けたものまで運行されている。ディビソリアなどいくつかの地域では、ペディキャブも動力付きのものが一般的である。ビノンド地区やイントラムロスでは、スペイン時代から残るカレッサと呼ばれる馬車が、主に観光客向けに運行されている。これらの公共交通機関はいずれも、市の許可の下民間により運営されている。
フォーブス誌は2006年、マニラを世界で最も混雑した都市 (the world's most congested city) にランキングした。マニラでは交通渋滞が多発しており、行政ではサンパロック地区の高架道路の建設といった渋滞緩和策を進めている。

### 鉄道
マニラ市を含むメトロ・マニラでは、LRTと呼ばれるマニラ・ライトレール・トランジット・システムとMRTと呼ばれるマニラ・メトロレールの2系統の高架鉄道が運行されている。これらの路線は1970年代のマルコス政権下で計画が開始されたもので、東南アジア初のライトレールであった。南北に走るLRT-1線がパサイ市のバクララン駅からカローカン市を経由してケソン市のルーズベルト駅まで、東西に走るMRT-2線がレクト駅からケソン市を経由して、パシッグ市のサントラン駅へと繋がっている。
マニラ市にはフィリピン国鉄の主要なターミナル駅も存在している。鉄道網は北側ではパンパンガ州サンフェルナンドと、南側ではアルバイ州のレガスピへと続いている。

### 海運
マニラ湾に位置するマニラ港はフィリピンの主要な港湾であり、同国の海の玄関でもある。海路だけでなく、パシッグ川を用いるフェリーもまた運航されている。

### 航空
マニラ市の空の玄関は、メトロ・マニラ南部に位置するニノイ・アキノ国際空港である。パンパンガ州のクラーク国際空港も代替空港として使用される。
フラッグシップキャリアのフィリピン航空が世界各地及び日本の三大都市圏（東京・大阪・名古屋）との間で直行便を運航している他、最近はLCCであるセブパシフィック航空も成田国際空港や関西国際空港、福岡国際空港 中部国際空港などの日本主要都市に格安料金で直行路線を開設している。
北部のブラカン州で新マニラ国際空港が建設中である。

## 教育

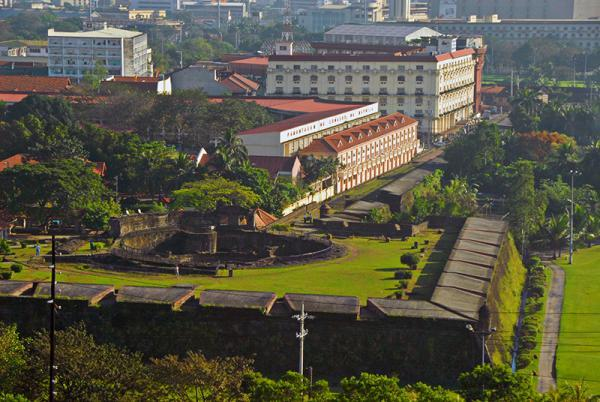
マニラ私立大学

- フィリピン大学マニラ校
- サント・トマス大学（1611年創設）
- アテネオ・デ・マニラ大学
- デ・ラ・サール大学（英語版）
- マニラ市立大学（英語版）

## 施設
- マラカニアン宮殿（大統領官邸）
- ナヨン・ピリピノ
- パコ公園
- リサール公園（ルネタ公園）
- SMメガモール（マカティ市）
- SMモール・オブ・アジア（パサイ市）
- イントラムロス（かつての要塞）
- サン・アグスティン教会（英語版） - フィリピンのバロック様式教会群としてユネスコの世界遺産に登録されている。
- ベイウォーク（マニラ湾沿い）

## 姉妹都市・友好都市
| - サクラメント、カリフォルニア州、アメリカ合衆国 - サンタバーバラ、カリフォルニア州、アメリカ合衆国 - サンフランシスコ、カリフォルニア州、アメリカ合衆国 - マウイ郡、ハワイ州、アメリカ合衆国 - ホノルル、ハワイ州、アメリカ合衆国 - グアム、アメリカ合衆国 - サイパン、アメリカ合衆国 - ジャカルタ、インドネシア - バンコク、タイ王国 - ディリ、東ティモール - ホーチミン市、ベトナム - メキシコシティ、メキシコ合衆国 - アカプルコ、メキシコ合衆国 - ハバナ、キューバ - パナマシティ、パナマ - カルタヘナ、コロンビア - リマ、ペルー - サンティアゴ・デ・チレ、チリ - モンテビデオ、ウルグアイ - ウィニペグ、カナダ | - ハイファ、イスラエル - 北京、中華人民共和国 - 広州、中華人民共和国 - 上海、中華人民共和国 - 台北、中華民国 - 仁川、大韓民国 - アスタナ、カザフスタン - モスクワ、ロシア - ニース、フランス - マドリード、スペイン - マラガ、スペイン - リスボン、ポルトガル - ブカレスト、ルーマニア - 高槻市、大阪府、日本（高槻城城主高山右近が、キリシタン追放令によりマニラに追放された事による） - 南丹市、京都府、日本 - 横浜市、神奈川県、日本 |